# Бланк, Кристап
Кри́стап Бланк (латыш. Kristaps Blanks; 30 января 1986, Тукумс) — латвийский футболист, нападающий. Выступал в сборной Латвии. Футбольный тренер.

## Клубная карьера
Воспитанник «Тукумс 2000». Первый тренер: Артёмс Грудсинс. Выступал на позиции нападающего. В клубе из родного города Кристап начинал свою профессиональную карьеру.
В 2003 году молодого игрока взяли в «Сконто». В том же году он дебютировал в команде, а всего в том сезоне Бланк провёл восемнадцать матчей и забил шесть мячей плюс к этому выиграл первый титул чемпиона Латвии. В следующем сезоне Кристап сыграл 23 матча и забил 4 гола и снова стал чемпионом Латвии. Следующий такой титул он завоевал через шесть лет, в 2010 году.
Из-за полученной травмы Кристап перестал попадать в основной состав рижан и подыскивал другой клуб. В сезонах 2015 и 2016 годов выступал за клуб «Карамба/Динамо» из Риги.
В августе 2017 года объявил о завершении карьеры на высшем уровне из-за травмы мениска, которую получил в 2016 году, после которой перенёс сложную операцию, а реабилитация прошла не так как планировалось.

## Международная карьера
Кристап дебютировал за сборную 5 июля 2003 года в матче против сборной Эстонии. На данный момент он провёл за сборную двадцать один матч (а также неофициальную игру со сборной Андалусии) и не забил ни одного мяча.

## Достижения
- Чемпион Латвии (3): 2003, 2004, 2010.
- Обладатель Кубка Латвии (1): 2012.
- Серебряный призёр чемпионата Латвии (3): 2005, 2012, 2013 годов.
- Бронзовый призёр чемпионата Латвии (3): 2006, 2008, 2009 годов.
- Обладатель Кубка Ливонии (3): 2003, 2004, 2005.
- Победитель Балтийской лиги (1): 2011.
- Финалист Кубка Латвии 2006 года.
- Победитель первого дивизиона Латвии 2015 года.

## Статистика выступлений в чемпионате Латвии
По состоянию на 2 февраля 2014 года:
| Сезон | Клуб     | Игры (голы) |
| ----- | -------- | ----------- |
| 2003  | «Сконто» | 18 (6)      |
| 2004  | «Сконто» | 23 (4)      |
| 2005  | «Сконто» | 24 (4)      |
| 2006  | «Сконто» | 17 (3)      |
| 2007  | «Сконто» | 23 (7)      |
| 2008  | «Сконто» | 15 (2)      |
| 2009  | «Сконто» | 21 (8)      |
| 2010  | «Сконто» | 4 (0)       |
| 2011  | «Сконто» | 12 (4)      |
| 2012  | «Сконто» | 24 (2)      |
| 2013  | «Сконто» | 11 (1)      |